# A Night in Rivendell
A Night in Rivendell («Una noche en Rivendel») es el segundo álbum del grupo danés de Caspar Reiff y Peter Hall, el Tolkien Ensemble. Contiene más canciones compuestas sobre las letras de los poemas contenidos en la novela El Señor de los Anillos, de J. R. R. Tolkien y constituye la segunda parte de lo que estaba llamado a convertirse en una completa interpretación musical de todos los poemas del libro, tras An Evening in Rivendell.
Para la grabación de este álbum se unieron al conjunto inicial del Tolkien Ensemble el cuarteto de folk Commotio, y el coro de cámara Hymnia dirigido por Flemming Windekilde.
En 2001 este álbum fue reeditado junto con An Evening in Rivendell en un pack de dos discos con el título J. R. R. Tolkien — 24 Songs from The Lord of the Rings. En 2006 se puso a la venta Complete Songs & Poems, un pack de cuatro discos compactos con los cuatro álbumes del Ensemble, la totalidad de su proyecto musical sobre los poemas de El Señor de los Anillos.

## Pistas
| N.º   | Título                                                         | Escritor(es) | Duración |  |
| 1.    | «A Rhyme of Lore»                                              | Caspar Reiff | 2:03     |  |
| 2.    | «Gandalf's Song of Lórien»                                     | Caspar Reiff | 3:13     |  |
| 3.    | «Lament of the Rohirrim»                                       | Caspar Reiff | 3:05     |  |
| 4.    | «Frodo's Lament for Gandalf»                                   | Peter Hall   | 5:46     |  |
| 5.    | «Bilbo's Song»                                                 | Caspar Reiff | 3:59     |  |
| 6.    | «Gollum's Song» (Riddle)                                       | Caspar Reiff | 3:46     |  |
| 7.    | «Lament for Boromir»                                           | Caspar Reiff | 8:23     |  |
| 8.    | «Song in the Woods»                                            | Peter Hall   | 1:44     |  |
| 9.    | «The Fall of Gil-galad»                                        | Peter Hall   | 3:38     |  |
| 10.   | «Lament for Théoden»                                           | Caspar Reiff | 9:34     |  |
| 11.   | «Song of the Mounds of Mundborg»                               | Caspar Reiff | 5:55     |  |
| 12.   | «Elven Hymn to Elbereth Gilthoniel» (A Elbereth Gilthoniel...) | Caspar Reiff | 2:09     |  |
| 54:16 |                                                                |              |          |  |

## Créditos

### Músicos
- Peter Hall: voces solistas (Frodo y Sam), guitarra, mandolina y penny-whistle;
- Caspar Reiff: guitarra;
- Morten Ryelund Sørensen: violín;
- Øyvind Ougaard: acordeón;
- Morten Ernst Lassen: voz de Aragorn;
- Signe Asmussen: voces de Galadriel y una elfa de Rivendel;
- Mads Thiemann: voz de Bilbo;
- Ulrik Cold: voz de Gandalf;
- Kurt Ravn: voz de Legolas;
- Povl Dissing: voz de Gollum;
- Gabriella Persson: fagot;
- Torben H. S. Svendsen: doble bajo;
- Kresten Stubbe Teglbjerg: piano;
- Francis Norén y  Morten Kramp: voces adicionales;
- Cuarteto Commotio: Morten Ryelund, Mette Tjærby, Jørgen Eyvind Hansen y Dorthe Buch-Andersen;
- Coro de cámara Hymnia, dirigido por Flemming Windekilde.

### Producción
- Director musical: Morten Ryelund Sørensen;
- Productores: Caspar Reiff, Peter Hall y Morten Ryelund Sørensen;
- Ingeniería: Hans Nielsen y Viggo Mangor;
- Ilustración de cubierta: Margarita II de Dinamarca;
- Diseño de cubierta: Dan Eggers y Connie B. Berentzen.